# ...die Revolutie niet begrepen!...
...die Revolutie niet begrepen!... (2005) is een historische roman die geschreven is door Cynthia McLeod-Ferrier. In ...die Revolutie niet begrepen!... vertelt McLeod over de gebeurtenissen in Suriname vanaf 1979 tot het einde van de jaren tachtig. Door haar protagonist Rita, een doorsnee Surinaamse vrouw, te plaatsen in het Paramaribo van deze periode, geeft zij in zes hoofdstukken een impressie van dit deel van de geschiedenis. Rita is onderwijzeres en haar zoon wordt vlak voor de coup opgeroepen om in dienst te gaan. Een verteller beschrijft chronologisch het vertelheden waarbij Rita een belangrijke focalisator is. Er worden veel gebeurtenissen beschreven en dialogen gevoerd waarin die gebeurtenissen een belangrijk thema zijn. Dit wordt afgewisseld met cursief afgedrukte dagboekaantekeningen in de ik-vorm. Rita beschrijft in haar dagboek het familieverleden maar ook de actualiteit. McLeod bedient zich zo nu en dan van het Sranan en ook het Nederlands kent af en toe een Surinaamse toonzetting. Srananteksten worden verklaard met noten aan het eind van ieder van de zes hoofdstukken, die de geschiedenis chronologisch vertellen.

## Historische gebeurtenissen in…die Revolutie niet begrepen!…
In het eerste hoofdstuk ‘Rita’ maken we kennis met diverse personages waaronder de ex-man van Rita die vlak na de onafhankelijkheid verdergaat met een andere vrouw in Holland, haar dochter die in Holland studeren gaat en haar zoon Peter die tegen het einde van dit hoofdstuk opgeroepen wordt voor militaire dienst. Een groot gedeelte bestaat uit dagboekaantekeningen waarin Rita verhaalt over het verleden van haar familie. 
In het hoofdstuk ‘Onrust’ beschrijft McLeod de situatie vlak voor de staatsgreep van 25 februari 1980. Dit deel zal later in dit artikel gerelateerd worden aan andere bronnen over deze periode. 
Het derde hoofdstuk ‘Coup’ beschrijft de periode van 25 februari tot half augustus 1980. Het begint met de coup en vertelt het verloop en vervolg hiervan. Zaken die onder meer beschreven worden, zijn de avondklok, de contrarevolutionaire tegencoup en intern gedoe bij de Nationale Militaire Raad. Er hangt een gespannen sfeer en mensen kunnen zomaar worden opgehaald en vastgehouden zonder enige vorm van proces. Ook zijn er geruchten over martelingen. Uiteindelijk wordt in de tweede week van augustus de noodtoestand uitgeroepen en de avondklok wordt ingesteld op 19 uur. De president, Johan Ferrier treedt af en Chin A Sen neemt zijn positie over. Hij draagt de regeermacht over aan de legerleiding: Bouterse en Horb. De Grondwet wordt voor onbepaalde tijd geheel in werking geschorst. 
Het hoofdstuk ‘Decreten’ begint met de beëdiging van de regering Chin A Sen-Haakmat op 15 augustus 1980. Met de Grondwet buiten werking ontstaat een periode van bestuur door middel van decreten. Er wordt gesproken van verkiezingen in oktober 1982. Er wordt afgerekend met de ‘oude politiek’ en Bouterse die ondertussen Opperbevelhebber is van het leger, zegt in een toespraak dat er voorlopig geen verkiezingen zullen komen. Mannen die oorspronkelijk deel uitmaakten van de coup verdwijnen achter de tralies en er zijn geruchten over de positie van Chin A Sen. Het bedrijfsleven klaagt en er ontstaat gemor vanuit de samenleving. Op 11 maart 1982 is er sprake van een nieuwe coup (de Rambocuscoup) en lijkt de macht te zijn overgenomen door luitenant Rambocus maar dit houdt geen stand en drie dagen later is alles weer zoals het was. Er is opnieuw sprake van onrust en protest en men vraagt om democratie en verkiezingen. Het hoofdstuk besluit met het bezoek van Maurice Bishop aan Suriname en het conflict tussen Bouterse en Daal. 
Dan volgt ‘8 december’ in dit hoofdstuk beschrijft Mc Leod de decembermoorden en de periode daarop tot maart 1983. Op p. 186 schrijft Mc Leod op een verder zwarte pagina “Suriname zal nooit meer hetzelfde zijn.” Ook Roy Horb sterft. Hij zou zichzelf van het leven hebben beroofd. 
Het boek sluit af met ‘Dictatuur’ en in dit laatste hoofdstuk wordt de situatie vanaf maart 1983 beschreven tot augustus 1987. Mc Leod schrijft hoe gespannen de sfeer is, hoe mensen zonder duidelijke reden worden opgepakt en hoe andere mensen het land verlaten. Economisch gaat het slecht. In het najaar van 1980 is president De Miranda van de Centrale Bank weggestuurd en na de revolutie in 1988 is de gehele goudvoorraad op. Er ontstaat schaarste en de munt devalueert. Het gevolg hiervan is dat er rijen voor de winkels staan en dat er een illegaal wisselcircuit ontstaat dat later in het openbaar verdergaat. Uiteindelijk besluit de regering ertoe het geld te veranderen. Op 9 november 1986 wordt dit aan het volk medegedeeld. Er is inmiddels verzet uit militaire hoek. Ronnie Brunswijk en zijn Jungle Commando komen veelvuldig in schietconflicten met de militairen terecht en eind november vindt er een militaire actie plaats in het Marowijnegebied waarbij veel burgers vermoord worden door de militairen. Eind januari 1987 wordt het protest van leerlingen tegen de schaarste aan brood, op de vierde dag ervan met veel geweld beantwoord. Vanuit de bevolking is er ook protest en kerkdiensten worden aangegrepen om als basis te dienen voor demonstraties. Op 30 september 1987 wordt een referendum gepland over de nieuwe grondwet. Na het aannemen van de grondwet zouden er op 25 november 1987 verkiezingen volgen.

## Geschiedenis
"We cannot know the past except through its texts : its documents, its evidence, even its eyewitness accounts are texts”
(Hutcheon 1988: 16).
Michiel van Kempen schreef naar aanleiding van eerder werk van Mc Leod in zijn Een geschiedenis van de Surinaamse literatuur dat zij een vorm schiep “waarmee ze de geschiedenis van Suriname, die was neergelegd in academische studies, teruggaf aan het Surinaamse volk” (Van Kempen 2003: 1050-1051). Ervan uitgaande dat zij de geschiedenis teruggeeft aan het volk, is het de vraag om welke geschiedenis het gaat en om hoe betrouwbaar de historische feiten die zij beschrijft, zijn. Een selectie in de roman genoemde feiten zal in dit artikel in relatie gebracht worden met andere (contemporaine) bronnen. Mc Leod werkt veel met concrete data waardoor die relatie goed te leggen is. De selectie is beperkt tot de prerevolutionaire periode die in het boek aan de orde komt. Dit correspondeert met het tweede hoofdstuk uit de roman. Alvorens zal eerst een beschrijving van enkele ideeën volgen van het onderscheid tussen geschiedschrijving en het genre van de historische roman.

## Narratief en wetenschap
Er wordt een onderscheid verondersteld tussen geschiedschrijving en het genre van de historische roman maar dit is niet altijd even goed af te bakenen. In haar proefschrift doet Nina-Marié Marais (2005) onder meer uitspraken over het functioneren van historische romans als geschiedschrijving en over hoe zij deel uitmaken van het historiografisch discours. Zij beschrijft in haar inleiding de problematische, hiërarchische onderscheiding tussen literatuur en geschiedschrijving. Onder meer aan de hand van werk van Hayden White en Frank Ankersmit stelt zij:
“Hulle het aangetoon dat ‘n analogie getrek kan word tussen historici en skrywers se werkswyse omdat historici soos skrywers op ‘n subjektiewe wyse historiese feite selekteer en orden in ‘n narratiewe formaat”(Marais 2005: 10).

(Zij hebben aangetoond dat er een analogie gemaakt kan worden tussen de werkwijze van historici en schrijvers omdat historici net als schrijvers op een subjectieve wijze historische feiten selecteren en ordenen in een narratieve opmaak.)
F. van Oostrom (1992) onderscheidt de beide genres van elkaar met de termen ‘projectie’ en ‘reconstructie’. Hij maakt een vergelijking tussen Umberto Eco's De naam van de roos en zijn eigen Het woord van eer om dit verschil te illustreren. De naam van de roos typeert hij als een “demonstratie van Eco's mens- en wereldbeeld” waarin de selectie van Middeleeuwse gegevens in dienst staat van dat hedendaagse wereldbeeld. In dit verband spreekt hij van projectie. Zijn eigen werk beschouwt hij als objectiever, hoewel dus niet puur objectief. Hij stelt hier dat de selectie van hoofdbronnen gestuurd is door wat de historische situatie aan teksten aanbood. Hier gaat het om een “klinische, wetenschappelijk-(re)construerende benadering [om] een stuk van ons lineaire verleden te beschrijven en te duiden” (Van Oostrom 1992: 282-283). Een punt is dat een “klinische, wetenschappelijk-(re)construerende benadering” nog geen garantie is voor pure feitelijkheid. Het betreft hier immers een tekst en geen feit. Pamela Pattynama spreekt in dit verband van her-herinneringen. Hiermee doelt zij op het feit dat ieder herinneringswerk plaatsvindt in het heden. Contemporaine herinneringsprocessen oefenen hun invloed uit. Iedere tekst is hier een herneming van oude fragmenten. Een tekst wordt zo een plaats waar een herinnering aan een feit, herinnerd wordt in plaats van het feit zelf (Pattynama 2007: 8).
...die Revolutie niet begrepen!... geeft veel historische details maar het is evident dat de personages in het werk fictief zijn en als literair middel fungeren om de geschiedenis te vertellen. Vanuit het perspectief van Van Oostrom is ...die Revolutie niet begrepen!...op te vatten als een projectie van het mens- en wereldbeeld van McLeod dat zij projecteert op de recente geschiedenis van Suriname. Zij doet dit tegen een achtergrond die een reconstructie is van gebeurtenissen die zich in die periode hebben afgespeeld. De verschillende perspectieven die de personages bieden, geven een veelheid aan visies op de gebeurtenissen in die periode.
In hoeverre is het geheel aan feiten dat gepresenteerd wordt in ...die Revolutie niet begrepen!... op te vatten als betrouwbare bron voor kennis van de geschiedenis? In navolging van onder meer Jaques Derrida en André Brink kan geschiedenis zelf beschouwd worden als een tekst (Brink 1998: 41). De geschiedenis wordt immers gevat in taal, buiten die taal is denken onmogelijk, valt ze niet te begrijpen. Ze heeft al betekenis en geeft teksten een context waarbinnen deze teksten hun betekenis krijgen. Dorothea van Zyl beschrijft de consequentie van de linguistic turn als volgt:
“Na die sogenaamde "linguistic turn" van veral die sewentiger- en tagtigerjare is die besef binne die humaniora en sosiale wetenskappe gevestig dat die werklikheid ‘buite’ of ‘agter’ die taalkonstruksies wat ons kennis konstitueer slegs deur taal bereikbaar is” (Van Zyl 1999: 2).
(Na de zogenaamde linguistic turn van vooral de jaren zeventig en tachtig is het besef binnen de humaniora en sociale wetenschappen gevestigd, dat de werkelijkheid ‘buiten’ of ‘achter’ de taalconstructie die onze kennis constitueert, slechts door middel van taal bereikbaar is.)
Ook Linda Hutcheon is een dergelijke mening toegedaan. Zij stelt: "We cannot know the past except through its texts : its documents, its evidence, even its eyewitness accounts are texts.” (Hutcheon 1988: 16). Dit alles ondermijnt het idee dat een klinische, empirisch-wetenschappelijke beschrijving van de ‘harde feiten’ tot de mogelijkheden behoort. Het impliceert ook dat het leggen van een relatie tussen ...die Revolutie niet begrepen!... en ‘dé geschiedenis van Suriname’ in dit artikel eveneens gebaseerd is op andere teksten en dus altijd gerelativeerd kan worden.

## Het hoofdstuk ‘Onrust’ in relatie tot andere bronnen
Het tweede hoofdstuk ‘Onrust’ begint in de tijd waar het eerste ophoudt, in het laatste kwartaal van 1979. Het gezin van Rita is in rustig vaarwater gekomen. “‘Alles komt terecht,’ dacht ze, maar die gedachte was in scherpe tegenstelling met de sfeer in het land. Het was onrustig in Suriname” (p. 62). Zij noemt een aantal gebeurtenissen zoals de op handen zijnde ontbinding van het parlement en de in maart 1980 geplande verkiezingen. In De Vrije Stem is te lezen dat de verkiezingen gepland staan op 27 maart 1980 en ook aan de CLO-acties (Centrale van Landsdienaren Organisaties) die McLeod beschrijft wordt gerefereerd. Mc Leod schrijft dat parlementslid Herrenberg pleitte voor verlaging van de kiesgerechtigde leeftijd. Hierover lezen we op p. 5 van dezelfde krant. Hans Buddingh beschrijft het draagvlak voor dit plan onder jongeren in 1979. “Jongeren demonstreerden massaal voor verlaging van de kiesgerechtigde leeftijd van 21 naar 18 jaar” (2012: 307). Mc Leod beschrijft hoe vooral de situatie omtrent het water slecht is. In De Vrije Stem is hierover een artikel te vinden. Om de omstandigheid te verbeteren schaften sommige mensen een hydrofoor aan. Dit had tot gevolg dat mensen die zo’n ding niet hadden nog minder water hadden en het werd door sommigen dan ook als asociaal gezien. Ook in de roman wordt hierover gesproken. Al in De Vrije Stem van 12-2-1979 is hierover (op de voorpagina) geschreven en dat illustreert dat het een al langer spelend probleem was. De toestand rondom het water komt structureel terug en lijkt te fungeren als een symbool voor hoe Suriname er voor staat. Na de onafhankelijkheid in 1975 stelden Nederland en Suriname een verdrag over de ontwikkelingssamenwerking op. Dit moest bijdragen aan een aantal doelstellingen: “vergroting van de economische weerbaarheid van Suriname, vergroting van de werkgelegenheid, verbetering van de levensomstandigheden van de bevolking en regionale spreiding” (Buddingh 2012: 309). In 1979 echter, lijkt van die doelstellingen weinig terecht te zijn gekomen. Buddingh beschrijft hoe de politieke en sociale onrust in 1979 toenam. Zoals gezegd was er protest van de jeugd die de kiesgerechtigde leeftijd verlaagd wilde. Maar ook was er actie voor een betere watervoorziening en protesteerden de vrouwen tegen hun wettelijke handelingsonbekwaamheid. Militairen organiseerden zich in een vakbond en ook de al bestaande bonden roerden zich. Er was sprake van grootschalige emigratie naar Holland. Tussen 1972-1980 was er daardoor sprake van een bevolkingskrimp van 379.607 naar 355.240 (Buddingh 2012: 307-308). Deze grootschalige emigratie had tot gevolg dat er banen vrijkwamen maar leidde ook tot verlies van menselijk kapitaal (Dalhuisen e.a. 2007: 155). De werkloosheid bleef problematisch en in 1980, zo schatte het Algemeen Bureau voor de Statistiek, was er een werkloosheid van 17%. Hans Buddingh benadrukt dat dit een geflatteerd cijfer is. “Vele duizenden Surinamers vonden met hosselen een bestaan in de informele sector” (Buddingh 2012: 325). In 1979 daalde het BNP met bijna zes procent en het reële inkomen per hoofd van de bevolking nam, ondanks de bevolkingsafname, af met vier procent (Buddingh 2012: 324). De inkomensverdeling van de bevolking verslechterde en ongeveer een derde van de bevolking kwam terecht onder een besteedbaar inkomen van Sf. 400 per maand, een inkomen onder de armoedegrens (Buddingh 2012: 325). Wat betreft de besteding van Nederlandse ontwikkelingsgelden schrijft Buddingh dat de maatschappelijke elite van Suriname alle ruimte kreeg deze naar haar hand te zetten. “Dubieuze praktijken bij de afwikkeling van contracten en aanbestedingen waren geen uitzondering. Slechts een enkele maal kwam het tot vervolging” (Buddingh 2012: 326). Deze kleine selectie laat al zien dat de algehele sfeer in Suriname ruimte bood aan mensen die het anders wilden. Buddingh hierover: “De sfeer van malaise onder de bevolking vormde voor de opstandige militairen een belangrijke stimulans” (2012: 328).
Het is inmiddels 1980 en op 14 januari, zo beschrijft Mc Leod, werd de bevolking `s morgens opgeschrikt door een hevige brand die nacht. De details die McLeod geeft komen overeen met een artikel in Amigoe. Dan komt de toestand onder de militairen ter sprake (p.66). Zij streven naar een eigen vakbond. De onderofficieren hebben een eigen bond opgericht, de Bond SKM. Edwin Marshall schrijft ook over deze periode. Na de onafhankelijkheid in 1975 was de troepenmacht vervangen door de Surinaamse Krijgsmacht (SKM). In 1976 ontstond er onrust onder de onderofficieren. Dit betrof onder andere het benoemingsbeleid, grote salarisverschillen tussen verschillende categorieën onderofficieren en de willekeurige behandeling van ondergeschikten door officieren. Daarbij kwamen de loonverschillen tussen dienstplichtigen, de Surinaamse beroepsmilitairen en de door Nederland betaalde onderofficieren. De onderofficieren hebben zich in 1977 verenigd in de Bond van Onderofficieren en in februari 1978 vormde de Bond van Onderofficieren, samen met de Algemene Bond van Burgerpersoneel bij de SKM, de Federatie van Bonden bij de SKM (Marshall 2003: 212). In januari 1979 voeren de onderofficieren actie op het plein voor het parlementsgebouw. Zij willen erkenning van hun bond (NPS Van Ford Bomika tot Fort Zeelandia).
McLeod vervolgt: “Op 26 januari: Bestuursleden L. Neede en B. Sital onder licht arrest geplaatst”(p. 67). Jozef Slagveer maakt melding dat al op 25 januari door de pers bericht wordt over dit licht arrest (Slagveer 1980: 9). Uit een Tweede Kamerstuk blijkt dat het lichte arrest van Neede en Sital inderdaad vooraf is gegaan aan een telegram dat op 25 januari verstuurd zou worden. McLeod schrijft 26 januari maar dat zou dus al de 24e geweest kunnen zijn. Dit strookt ook met wat Slagveer schrijft. Ook verderop in dit artikel zal een verspringing in de datum terugkomen.

Mc Leod gaat verder (p. 67-8). Op 27 januari vinden de bondsleden de onderofficiersmess gesloten op last van de legerleiding (kolonel Elstak en luitenant-kolonel Essed) waarop zij in het al genoemde telegram aan de regering hun vertrouwen in de legerleiding opzeggen. Echter, andere bronnen stellen dat dit reeds op 25 januari was gebeurd: “Het kader bij de SKM heeft op heden 25 januari 1980 het vertrouwen in de legerleiding opgezegd en eist het vertrek van Kolonel Y. Elstak en de Luitenant-kolonel E.G. Essed wegens uitlokking tot het plegen van handelingen gericht tegen de regering aan de vooravond van de verkiezingen. Stop” (Cameron 2008: 161 en Slagveer 1980: 9). Ook in NPS` Van Fort Bomika tot Fort Zeelandia wordt de 25e aangehouden. Daarin wordt tevens gesteld dat de onderofficieren de Memre Boekoe-kazerne bezetten en in staking gaan. Mc Leod beschrijft verder hoe Arron de verzenders van het telegram sommeert binnen 24 uur (uiterlijk zaterdag 8 uur) een toelichting te komen geven. (27 januari 1980 valt op een zondag. Ook daarom ligt 25 januari meer voor de hand.) De leden van de bond geven hieraan geen gehoor waarop de ministerraad hen opnieuw uitnodigt voor een gesprek op maandag (dat zou dan 28 januari zijn). De uitnodigingen worden individueel verstuurd en dit wordt door de bondsleden als argument gebruikt om niet te komen. “… zij wilden als bestuur van de bond worden uitgenodigd” zo schrijft McLeod (p. 68). In Amigoe van 31 januari 1980 wordt bericht over de gebeurtenissen. Ook daarin is te lezen dat de bondsleden als collectief benaderd willen worden en om die reden de twee uitnodigingen hebben afgewezen. Jozef Slagveer beschrijft hoe sergeant Neede benadrukt dat het telegram verstuurd was door militairen en niet door burgers en dat “het bestuur van de bond geen brief had ontvangen” (Slagveer 1980: 10). Verder is bij hem te lezen dat Arron de volgende dag reageerde op het telegram met een verzoek om uitstel (Slagveer 1980: 9).
Op 30 januari, aldus NPS` Van Fort Bomika tot Fort Zeelandia, treedt de regering-Arron op tegen de onderofficieren. De bestuurders van de 'Bond Militair Kader' (Bomika), zoals de bond van onderofficieren inmiddels heet, worden uit hun functies ontzet en de kazerne wordt bewaakt door de burgerlijke politie en militairen. Diezelfde middag worden de ongewapende onderofficieren gesommeerd de kazerne te verlaten. Dit onder dreiging van de met karabijnen gewapende burger- en militaire politie. Op straat komt het bijna alsnog tot een schieten. Op datzelfde moment zijn Henk Herrenberg en André Kamperveen druk in gesprek met korpschef Jimmy Walker in het Rode kruisgebouw en zij weten het schietgevaar te keren. Ook bij Slagveer is te lezen over die 30e januari. Hij beschrijft hoe de bestuursleden buiten hun functie gesteld worden. De actievoerende militairen mogen zich niet langer ophouden bij de mess van onderofficieren in het kamp. “De ingang van het kamp werd gebarricadeerd en bewaakt door de militaire politie, die in het bezit was van onder andere wapenstokken en pistool-mitrailleurs” (Slagveer 1980: 11). In de roman is het dan 1 februari 1980 (de verspringing van twee dagen zet zich hier voort). McLeod beschrijft hoe de Militaire Politie de bewaking van de kazerne overneemt en hoe Neede en Sital en ook bestuurslid Abrahams onder arrest komen te staan. De politie moest de onderofficieren uit Memre Boekoe verwijderen en daarop legt Luitenant Van Rey die het niet eens is met de gang van zaken, zijn functie neer. Zij schrijft: “Dankzij tactisch optreden van de politie verliep alles toch rustig”(p. 69). Echter, zij laat de zoon van Rita die dienstplicht heeft zeggen: “Ik heb gehoord dat de politie opdracht had te schieten. Gelukkig is dat niet gebeurd.” Dit is vaker gesuggereerd, recent nog door Stieven Ramdharie in de Volkskrant van 23-02-2010. Ook bij Slagveer is hierover te lezen. “De regering had besloten zichzelf al schietend op de militairen in het zadel te houden en zodoende zorg te dragen voor wat zij toen verstond als “gezag en orde”. Michel Van Rey was op de hoogte van het besluit […] en na een woordenwisseling met een officier rukte Van Rey zijn sterren van zijn schouders af en smeet deze uit protest op de grond” (Slagveer 1980: 13). Ook over het arrest van Sital en Neede schrijft Slagveer en hij beschrijft tevens hoe Abrahams een paar uur later bij het afgeven van zijn wapen, wordt opgesloten (Slagveer 1980: 15).
McLeod beschrijft hoe de inmiddels uit de kazerne verdreven militairen zich de volgende dag in groten getale ophouden in de Rode Kruislaan. De politie verschijnt hierop met overvalwagens. Uiteindelijk komen zij, door tussenkomst van André Kamperveen, die met diverse ministers sprak, terecht in het George Streepy Stadion (p. 69). Ook bij Slagveer wordt melding gemaakt van de uitwijk naar het stadion. Hij beschrijft hoe de militairen werden opgejaagd en via het ‘Vrouwencentrum’ en het gebouw van de Katholieke Onderwijzersbond, uiteindelijk hun toevlucht vonden in het gebouw van de Algemene Bond van Overheidspersoneel dat zij omdoopten tot ‘Fort Bomika’ (Slagveer 1980: 14-15). Ook McLeod maakt melding van het ABO-terrein als verzamelplaats (p. 80). We zijn inmiddels 4 februari volgens de kalender van Mc Leod. Zij beschrijft de bemoeienis van de Moederbond (die volgens Buddingh (2012: 328) terughoudend was in haar steun aan de militaire vakbondsacties en) die een spoedoverleg tussen de regering en de Bond SKM voorstond. Vervolgens beschrijft zij hoe op 6 februari de voorzitter van de Moederbond, Cyril Daal en diens secretaris Haakmat op bezoek gaan bij de militairen. In Het Vrije Volk van 5 februari 1980 wordt gerefereerd aan deze bemiddelingspoging.
Ondertussen zijn in de roman, Sital, Neede en Abrahams overgebracht van Fort Zeelandia naar de gevangenis Santo Boma. De Bond van Militairen waarschuwt dat de regering ‘een zeer gevaarlijk precedent’ aan het scheppen is. Op 12 februari komen de drie voor het Tweede Kanton en daar wordt duidelijk dat de onderofficieren de volgende week voor de krijgsraad moeten verschijnen met de kans op een eis van twaalf jaar wegens militair oproer. De rechter-commissaris wijst het verzoek om invrijheidstelling door Bruma af. In Het Vrije Volk wordt melding gemaakt van de overplaatsing naar Santo Boma. De beschuldiging ‘een gevaarlijk precedent geschapen te hebben’ aan het adres van de regering en de mogelijkheid dat de Krijgsraad twaalf jaar cel zal eisen komen in hetzelfde artikel aan de orde. In Amigoe is te lezen dat de drie op 20 februari voor de Krijgsraad zullen verschijnen en dat de auditeur-militair ook de aanhouding van overige bestuursleden Braaf, Horb, De Randhami en Mijnals gelast. Dit is eveneens bij Mc Leod het geval (p. 82).
Terug naar 13 februari. McLeod geeft (v.a. p. 80) een beschrijving van de betrokkenheid van de vakcentrales C-47, CLO en PWO. Arron nodigt hen uit en zij stellen onmiddellijk overleg tussen de partijen voor in aanwezigheid van henzelf. Arron wil hier niet aan voldoen. Ook over deze zaak is in het al genoemde Vrije Volk te lezen. De Centrale van Landsdienaren, aldus Mc Leod, maakt op vrijdag 15 februari bekend dat de aangesloten bonden vanaf maandag 18 februari actief deel zullen nemen aan de strijd van de Bond van Militair Kader. De bestuursleden van diverse bonden brengen een bezoek aan de militairen. In Het Vrije Volk van 19-02-1980 wordt de actieve betrokkenheid van de CLO bevestigd. Ook in Amigoe van 19-02-1980 wordt op deze kwestie ingegaan. Hier wordt eveneens bericht over de spoedvergadering waar het CLO-bestuur de leraren toe opriepen. Bij Mc Leod is dit ook aan de orde (p. 82).
Tot slot is er nog de dagvaarding en verschijning voor de krijgsraad van de drie gearresteerde bestuursleden van Bomika die al kort aan de orde zijn geweest. McLeod beschrijft dat zij op woensdag 20 februari voor de Krijgsraad moeten verschijnen (p. 83). Er is een grote menigte mensen en de drie bondsleden worden door politiemannen met uzi’s naar binnen geëscorteerd. Na ongeveer een uur is de zitting achter de rug. De eis van de auditeur-militair is tien maanden onvoorwaardelijke gevangenisstraf. Ook bij Jozef Slagveer is te lezen over de zitting. Zijn beschrijving komt overeen met die van McLeod. Hij voegt eraan toe dat naast de eis van tien maanden er eveneens ontslag uit militaire dienst geëist werd (Slagveer 1980: 16-17). De uitspraak zou uiteindelijk niet meer plaatsvinden en op de ochtend van maandag 25 februari 1980 voegen de drie zich bij hun kompanen in de kazerne (Slagveer 1980: 69). De coup is dan een feit.

## Kranten
- ‘Weinig sympathie voor CLO-akties. Leerkrachten raken in ongenade.’ En ‘NPS partijraadsvergadering op zondag 23 december.’ In: De Vrije Stem: onafhankelijk weekblad van Suriname 17-12-1979, p.1.
- ‘Herrenberg vraagt pardon voor jongeren.’ In: De Vrije Stem: onafhankelijk weekblad van Suriname 17-12-1979, p.5.
- ‘Urgentie programma Waterleiding mij.’ In: De Vrije Stem: onafhankelijk weekblad van Suriname 8-12-1979, p.12.
- ‘Terug naar erfput, kokolampoe en houtskool O, DIE WATERLEIDING…’ In: De Vrije Stem: onafhankelijk weekblad van Suriname 12-2-1979, p.1.
- ‘Wachter omgekomen bij brand Paramaribo.’ In Amigoe 14-01-1980, p.1.
- ‘Vrijwilligers willen in beroepsdienst overgaan. Vertrouwen in legertop opgezegd. Onrust in Surinaams leger.’ In: Amigoe 31-01-1980, p. 1.
- 'Bemiddeling in Surinaams legerconflict.’ In: Het Vrije Volk : democratisch-socialistisch dagblad van 5-2-1980, p.6.
- ‘Surinaamse militairen kans op 12 jaar cel.’ In: Het Vrije Volk : democratisch-socialistisch dagblad' van 9-2-1980, p. 7
- ‘Dienstweigering in Suriname. Bestuursleden Militair Kader voor de krijgsraad.’ In: Amigoe' van 16-2-1980, p. 1.
- ‘Surinaamse militairen kans op 12 jaar cel.’ In: Het Vrije Volk : democratisch-socialistisch dagblad 9-2-1980, p. 7
- ‘Acties voor Surinaamse militairen.’ In: Het Vrije Volk: democratisch-socialistisch weekblad. 19-02-1980, p. 6
- ‘SKM-conflict neemt scherpere vormen aan. Vakbonden beginnen solidariteitsacties.’ In: Amigoe. 19-02-1980, p. 1